# Ernst Fabricius

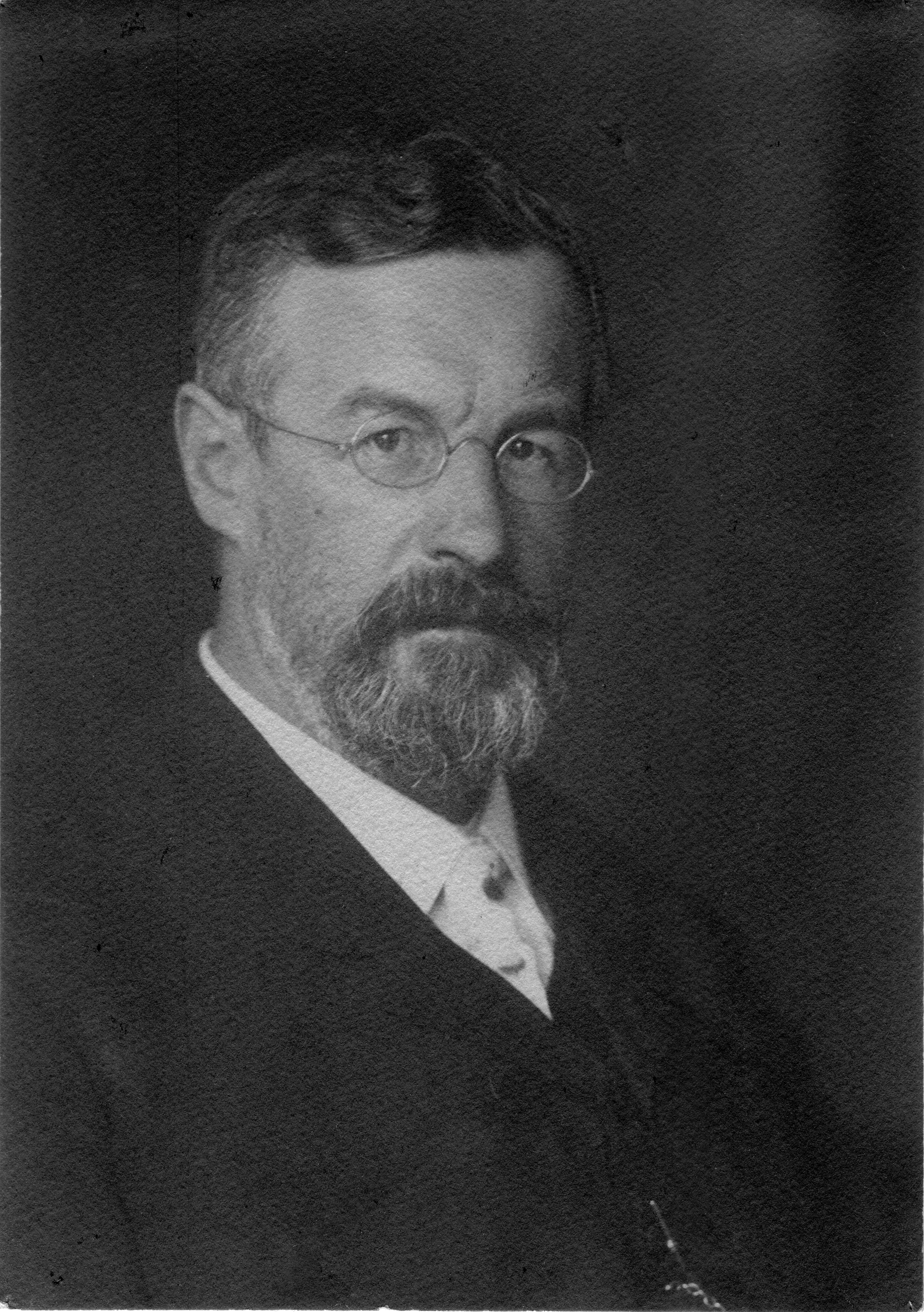
Ernst Fabricius

Ernst Christian Andreas Martin Fabricius (* 6. September 1857 in Darmstadt; † 22. März 1942 in Freiburg im Breisgau) war ein deutscher Provinzialrömischer Archäologe und Althistoriker. Er war ein Pionier der Limesforschung in Deutschland, dem es zu verdanken ist, dass dieser Forschungszweig in Deutschland von einer Domäne der Heimatforscher und Amateurarchäologen zu einer Fachwissenschaft wurde.

## Leben
Der Sohn des Finanzpolitikers und Statistikers August Karl Fabricius und Enkel des Orientalisten Andreas Schleiermacher studierte an der Universität Straßburg und der Universität Bonn und wurde 1881 in Straßburg mit der Dissertation De architectura Graeca commentationes epigraphicae promoviert. Sein Interesse an der Archäologie, und speziell am Limes, wurde geweckt durch den väterlichen Großvater, der als Rentamtsmann beim Kloster Arnsburg bereits 1842 das dortige Kohortenkastell nachgewiesen hatte. Zu seinen Lehrern zählten unter anderem Adolf Michaelis, Rudolf Schöll, Heinrich Nissen und Hermann Usener. Fabricius’ jüngerer Bruder war der Historiker Wilhelm Fabricius.
Als Reisestipendiat des Deutschen Archäologischen Instituts bereiste er von 1882 bis 1885 zahlreiche Mittelmeerländer (Griechenland und Kleinasien). 1884 entdeckten er und Federico Halbherr in Gortyn (Gortys) das Stadtrecht von Gortys, eine Inschrift aus der Zeit um 500 v. Chr. bis 450 v. Chr., die aus 42 Steinblöcken besteht und insgesamt 17.000 Zeichen umfasst. Anschließend wurde Fabricius Assistent an der Antikensammlung Berlin, nach der Habilitation 1886 zudem Privatdozent für Klassische Philologie, Archäologie und Alte Geschichte an der Universität Berlin. Bei mehreren längeren Aufenthalten in Griechenland und Kleinasien nahm er an Ausgrabungen in Pergamon und auf Lesbos, Samos und Kreta teil. Im Sommer 1888 begleitete er den Geographen Heinrich Kiepert auf einer Reise durch Griechenland und Kleinasien; Kiepert kehrte vorzeitig nach Berlin zurück. Von 1888 bis zu seiner Emeritierung 1926 lehrte Fabricius als Professor für Alte Geschichte auf einem neu geschaffenen Lehrstuhl in Freiburg. An der Universität war er Dekan der Fakultät, Prorektor (damit faktisch Rektor nach dem Großherzog als  formellem Träger dieses Amtes in allen badischen Hochschulen) und Vorsitzender einer Kommission zum Bau des Neuen Kollegienhauses der Universität. Seit 1902 war er Leiter der Reichs-Limeskommission. Schon seit 1897 war Fabricius stellvertretender Streckenkommissar für den Limes-Abschnitt in Hessen-Nassau geworden, 1898 wurde er Leiter der Vermessungsarbeiten. Fabricius war Mitherausgeber des großen Limeswerkes Der obergermanisch-raetische Limes des Roemerreiches, in dessen Rahmen er das Kastell Seligenstadt bearbeitete sowie das damals vermutete Kastell am Arnheiter Hof. Fabricius war Mitglied des Deutschen Archäologischen Instituts. Ab 1940 war er korrespondierendes Mitglied der Bayerischen Akademie der Wissenschaften, der Berliner, der Göttinger (ab 1929) und der Heidelberger Akademie. Fabricius war Ehrensenator und Ehrendoktor der Universität Freiburg, Ehrendoktor der Universitäten Athen und Durham. Ernst Fabricius wies bei seinen zahlreichen eigenen Ausgrabungen wohl als erster Spuren antiker hölzerner Bauten in Deutschland nach.
Ernst Fabricius betätigte sich neben seiner wissenschaftlichen Laufbahn auch auf politischem Feld. So wurde er von 1913 bis 1918 als Abgeordneter der Universität in die Erste Kammer der Badischen Ständeversammlung entsandt. Des Weiteren engagierte sich Fabricius über viele Jahre in der Freiburger Ortsgruppe des Vereins für das Deutschtum im Ausland, heute Verein für Deutsche Kulturbeziehungen im Ausland, dessen Vorsitzender er ab 1920 für einige Jahre war. Fabricius galt als Befürworter des deutschen Kolonialismus und trat auch öffentlich für die kolonialen Bestrebungen Deutschlands ein. Angebote für den Wechsel in eine politische Karriere im Reichstag lehnte er ab. Ernst Fabricius war in erster Ehe mit Sophie Lampe aus Leipzig, nach deren Tod mit Mathilde Hirzel aus Zürich verheiratet und hatte drei Söhne und zwei Töchter. Seit 1887 betätigte sich Fabricius in der „Freiwilligen Krankenpflege“ und war im Ersten Weltkrieg sehr aktiv in der Organisation des Roten Kreuzes engagiert. Im Besitz der Familie befinden sich zwei Ölbilder von Ernst Fabricius, gemalt von Ernst Prinz von Sachsen-Meiningen im Jahre 1923, eines in seinem früheren Freiburger Haus in der Goethestraße 44, das sich heute im Besitz seines Enkels befindet.
Der Nachlass von Ernst Fabricius (Lebensdokumente, Korrespondenzen und Skizzenbücher) befindet sich zum Teil im Universitätsarchiv der Universität Freiburg im Breisgau (C 122), teilweise noch im Familienbesitz. In der Universitätsbibliothek Mainz befinden sich zwei Faszikel Briefe und Akten über die Vereinigung „Pro Vindonissa“ sowie Ausgrabungen in der Schweiz und in Badenweiler.
In Pohl, wo er 1903 ein Limeskastell entdeckt hatte, erinnert die Ernst-Fabricius-Straße an ihn.

## Bibliographie
- Jürgen von Beckerath, Wilhelm Schleiermacher: Bibliographie Ernst Fabricius. In: Bericht der Römisch-Germanischen Kommission 32, 1942, S. 229–236.

## Schriften (Auswahl)
- Mitherausgeber: Der obergermanisch-raetische Limes des Roemerreiches. Im Auftrag der Reichs-Limeskommission, Petters, Berlin-Leipzig, Heidelberg 1894–1938.
- Die Entstehung der römischen Limesanlagen in Deutschland, Lintz, Trier 1902.
- Die Besitznahme Badens durch die Römer, Winter, Heidelberg 1905.
- Der Limes vom Rhein bis zur Lahn. Nach den Untersuchungen der Streckenkommissare, Peters, Heidelberg 1915.
- Über die Lex Mamilia Roscia Peducaea Alliena Fabia, Winter, Heidelberg 1924 (= Sitzungsberichte der Heidelberger Akademie der Wissenschaften, Philosophisch-Historische Klasse, Jg. 1924/25, Abh. 1).